# شيهاليس
شيهاليس (واشنطن) (بالإنجليزية: Chehalis, Washington)‏ هي مدينة تقع في الولايات المتحدة في مقاطعة لويس، واشنطن. يقدر عدد سكانها بـ 7,259 نسمة ومساحتها 14.37 كم2 وترتفع عن سطح البحر 74 متر.

## التركيبة السكانية
قام مكتب تعداد الولايات المتحدة بتحديد بيانات التركيبة السكانية لشيهاليسفي تعداد الولايات المتحدة. في ما يلي، التركيبة السكانية حسب تعدادي 2000 و2010.

### تعداد عام 2000
بلغ عدد سكان شيهاليس 7,057 نسمة بحسب تعداد عام 2000، وبلغ عدد الأسر 2,671 أسرة وعدد العائلات 1,696 عائلة مقيمة في المدينة. في حين سجلت الكثافة السكانية 1,259.0 نسمة لكل ميل مربع (486.1/كم2). وبلغ عدد الوحدات السكنية 2,871 وحدة بمتوسط كثافة قدره 512.2 نسمة لكل ميل مربع (197.8/كم2).
وتوزع التركيب العرقي للمدينة بنسبة 89.56% من البيض و 1.46% من الأمريكيين الأصليين و 1.20% من الأمريكيين ذوي الأصول الآسيوية و 0.24% من سكان جزر المحيط الهادئ و 1.35% من الأمريكيين الأفارقة و 2.24% من عرقين مختلطين أو أكثر.
بلغ عدد الأسر 2,671 أسرة كانت نسبة 33.2% منها لديها أطفال تحت سن الثامنة عشر تعيش معهم، وبلغت نسبة الأزواج القاطنين مع بعضهم البعض 43.8% من أصل المجموع الكلي للأسر، ونسبة 14.4% من الأسر كان لديها معيلات من الإناث دون وجود شريك، وكانت نسبة 36.5% من غير العائلات. تألفت نسبة 30.4% من أصل جميع الأسر من أفراد ونسبة 15.1% كانوا يعيش معهم شخص وحيد يبلغ من العمر 65 عاماً فما فوق. وبلغ متوسط حجم الأسرة المعيشية 3.06، أما متوسط حجم العائلات فبلغ 2.46.
بلغ العمر الوسطي للسكان 32 عاماً. وكانت نسبة 29.2% من القاطنين تحت سن الثامنة عشر، وكانت نسبة 11.4% بين الثامنة عشر والأربعة وعشرون عاماً، ونسبة 26.6% كانت واقعةً في الفئة العمرية ما بين الخامسة والعشرون حتى والأربعة وأربعون عاماً، ونسبة 18.9% كانت ما بين الخامسة والأربعون حتى الرابعة والستون، ونسبة 14.0% كانت ضمن فئة الخامسة والستون عاماً فما فوق. يوجد لكل 100 أنثى 102.0 ذكر، ويوجد لكل 100 أنثى في الثامنة عشر من عمرها فما فوق 94.0 ذكر.
بلغ متوسط دخل الأسرة في المدينة 33,482 دولار، أما متوسط دخل العائلة فبلغ 41,387 دولار. وكان متوسط دخل الذكور 32,289 دولار مقابل 24,414 دولار للإناث. وسجل دخل الفرد الخاص بالمدينة 15,944 دولار. وكانت نسبة 16.0% من العائلات ونسبة 19.8% من السكان تحت خط الفقر، وكان من هؤلاء نسبة 27.6% تحت سن الثامنة عشر ونسبة 8.9% في الخامسة والستين من العمر وما فوق.

### تعداد عام 2010
بلغ عدد سكان شيهاليس 7,259 نسمة بحسب تعداد عام 2010، وبلغ عدد الأسر 2,868 أسرة وعدد العائلات 1,655 عائلة مقيمة في المدينة. في حين سجلت الكثافة السكانية 1,312.7 نسمة لكل ميل مربع (506.8/كم2). وبلغ عدد الوحدات السكنية 3,131 وحدة بمتوسط كثافة قدره 566.2 لكل ميل مربع (218.6/كم2).
وتوزع التركيب العرقي للمدينة بنسبة 87.0% من البيض و 1.3% من الأمريكيين الأصليين و 1.3% من الأمريكيين ذوي الأصول الآسيوية و 0.2% من سكان جزر المحيط الهادئ و 1.7% من الأمريكيين الأفارقة و 2.8% من عرقين مختلطين أو أكثر.
بلغ عدد الأسر 2,868 أسرة كانت نسبة 31.1% منها لديها أطفال تحت سن الثامنة عشر تعيش معهم، وبلغت نسبة الأزواج القاطنين مع بعضهم البعض 36.9% من أصل المجموع الكلي للأسر، ونسبة 14.9% من الأسر كان لديها معيلات من الإناث دون وجود شريك، بينما كانت نسبة 6.0% من الأسر لديها معيلون من الذكور دون وجود شريكة وكانت نسبة 42.3% من غير العائلات. تألفت نسبة 35.3% من أصل جميع الأسر من أفراد ونسبة 16.8% كانوا يعيش معهم شخص وحيد يبلغ من العمر 65 عاماً فما فوق. وبلغ متوسط حجم الأسرة المعيشية 3.02، أما متوسط حجم العائلات فبلغ 2.36.
بلغ العمر الوسطي للسكان 33.5 عاماً. وكانت نسبة 24.5% من القاطنين تحت سن الثامنة عشر، وكانت نسبة 12.5% بين الثامنة عشر والأربعة وعشرون عاماً، ونسبة 25.9% كانت واقعةً في الفئة العمرية ما بين الخامسة والعشرون حتى والأربعة وأربعون عاماً، ونسبة 22.6% كانت ما بين الخامسة والأربعون حتى الرابعة والستون، ونسبة 14.4% كانت ضمن فئة الخامسة والستون عاماً فما فوق. وتوزع التركيب الجنسي للسكان بنسبة 50.2% ذكور و49.8% إناث.

## المدن التوأمة
مدينة هاماماتسو هي مدينة توأمة لـشيهاليس (واشنطن).